# Kurt Hueck
Adolf Konrad Kurt Hueck (Berlijn, 16 januari 1897 – Buenos Aires, 28 juli 1965) was een Duits botanicus en slachtoffer van het nationaalsocialisme. Zijn botanische standaardafkorting is Hueck.

## Biografie
Kurt Hueck werd geboren als zoon van de tekenschilder Ernst Robert Gustav Hueck en zijn vrouw Alma Martha (née Biester) op 16 januari 1897 in de Straußbergerstrasse 16 in Berlijn. Van 1921 tot 1925 studeerde hij natuurwetenschappen en vooral plantkunde aan de Universiteit van Berlijn, onder meer bij Ludwig Diels (1874–1945) en Hermann Reimers (1893–1961).
In 1925 behaalde hij een PhD fil. doctoraat. Het onderwerp van zijn proefschrift was vegetatiestudies op de Brandenburgse heidevelden. In de periode 1924–1944 werkte hij als onderzoeksassistent bij het Staatsagentschap voor Natuurmonumentenbehoud en het Reichsagentschap voor Natuurbehoud. In 1933 voltooide hij zijn habilitatie aan de Landbouwuniversiteit van Berlijn. Van 1933 tot 1934 was Hueck privédocent botanie aan de Landbouwuniversiteit en van 1934 tot 1937 aan de Universiteit van Berlijn.
In 1937 werd Huecks onderwijsbevoegdheid ingetrokken omdat hij getrouwd was met een joodse vrouw, de dochter van de astronoom Simon Archenhold, en weigerde van haar te scheiden. In de herfst van 1944 werd hij door de Gestapo als dwangarbeider gedeporteerd naar een concentratiekamp in Leuna, waar hij achter prikkeldraad uiterst moeilijk en mensonterend werk moest doen.
Van 1946 tot 1948 was Hueck hoogleraar land- en bosbouwbotanie en directeur van het Instituut voor Landbouwbotanie aan de Universiteit van Berlijn. Van 1949 tot 1953 gaf hij les als hoogleraar botanie aan het Instituto Miguel Lillo van de Nationale Universiteit van Tucumán in Argentinië, waar ook Hermann Otto Sleumer werkte. Van 1953 tot 1956 was hij hoogleraar Botanie aan het Departamento de Botânica van de Universiteit van São Paulo en van 1956 tot 1959 hoogleraar Botanie aan het Instituto Forestal Latino Americano de Investigación y Capacitación in Mérida (Venezuela).
In 1960 keerde Hueck terug naar Duitsland en gaf les als emeritus hoogleraar in botanie aan het Instituut voor Bosbouw van de Ludwig Maximilians-Universiteit in München. Zijn belangrijkste werkgebieden waren vegetatiekunde en plantengeografie, het in kaart brengen van vegetatie, veenkunde, natuurbehoud en bosbouwbotanie.

## Beschreven syntaxa
In de onderstaande lijst staan syntaxa (gesorteerd op syntaxonomische rang) die door Hueck zijn beschreven en een artikel op de Nederlandstalige Wikipedia hebben.
- associatie van sleedoorn en eenstijlige meidoorn – Pruno-Crataegetum Hueck 1931
- associatie van glanzig fonteinkruid – Potametum lucentis Hueck 1931
- dophei-berkenbroek – Erico-Betuletum Hueck ex Tx. 1937
- wilgenroosje-associatie – Senecioni-Epilobietum angustifolii (Hueck 1931) Tx. 1950